# Luxurius
Luxurius, Luxorius o Lussorius, cuya actividad la desplegó alrededor del año 520 d. C., es un poeta latino que trabajó en la corte de Cartago de los últimos reyes vándalos (Luxorius se refiere en particular al rey Hilderico, que reinó de 523 a 530) y a quien los manuscritos dan el título de vir clarissimus y vir spectabilis («hombre muy famoso» y «hombre admirable»).
Probablemente pertenecía a la aristocracia romano-africana. Autor de pequeños epigramas, de inspiración pagana y a menudo eróticos, se le compara con el poeta latino Marcial. Los poemas de Luxorius, que compuso notablemente un epitafio en honor de Olympius, un joven gladiador, también prueban la supervivencia de los combates de gladiadores en el reino vándalo del norte de África.
También escribió epigramas celebrando a las estrellas del teatro y del hipódromo de Cartago, ambos, junto con el anfiteatro, lugares de espectáculo romanos aparentemente muy populares en el reino vándalo.
Los poemas de Luxorius se encuentran en la Antología latina.